# Hans Broich
Hans Broich (* 22. November 1927 in Köln; † 12. Oktober 1988 ebenda), auch als Heinrich Broich oder Heinz Broich bekannt, war ein deutscher Fußballspieler.
Hans Broich spielte von 1948/49 und 1950/51 beim 1. FC Köln, die Saison 1949/50 war er bei den Sportfreunden Herdorf. Sowohl in der Landesliga (unter dem Trainer Karl Flink) als auch später in der Oberliga West (unter dem Spielertrainer Hennes Weisweiler) bekam Broich nur selten eine Chance, sich zu bewähren. Sein erstes Spiel für den FC bestritt er am 18. September 1948, dem 1. Spieltag der Landesliga-Saison 1948/49 gegen Blau-Weiß Köln 06. (Der 1. FC Köln gewann mit 2:1 Toren.)

## Statistik
- Landesliga
4 Spiele

- Oberliga West
2 Spiele

## Erfolge
- 1949 Aufstieg in die Oberliga West